# 李虎天
李虎天（1932年3月5日—），朝鲜族，原延边德新邮政支局乡邮员，全国劳动模范，吉林省第三、四、五届人大代表，州政协委员，州人大代表。:346
李虎天所负责的投递区域是山区，无法使用汽车或自行车，只能步行投递:108-109:77。在他的乡邮员生涯中，他累计步行投递里程达80万公里，相当于绕地球20圈。他不仅为群众投递邮件、报刊，还为群众排忧解难，做好事。长春电影制片厂1960年的黑白电影《鸿雁》以李虎天为原型而拍摄。:346-348

## 生平
1932年3月5日，李虎天出生于满洲国吉林省延吉县（今吉林延边龙井市）智新区城东村一个贫苦的农民家庭。延边解放后，他才得以在1948年上高小。1952年10月，他成为延边德新邮政支局的一名投递员，负责7个生产大队、51个生产小队的投递工作。由于投递点分布在山区，汽车和自行车都派不上用场，只能步行。为此，他每天都需背着几十斤重的邮袋，跋山涉水，往返100里路。春夏秋冬，严寒酷暑，李虎天每天都按时将邮件、包裹、报刊准时送到乡亲们的手上，被称为“活钟表”。:346:8:108-109
1954年8月，延边地区数日大雨，有发生山洪的危险。但李虎天认为不应因此耽误那么多人的邮件和报刊。他不顾局长的劝说，冒着大雨和危险将邮件递送到乡镇:108-113:77-82。1956年7月，李虎天收到了一封来自苏联的信，上面的收件人地址是现在已不存在的20年前的旧地址。他认为这信肯定是有人从远方发给失散多年家属的，于是翻遍了乡里的户籍册，逢人就打听，最终将信送到了收信人手上，使失散20多年的父子重新建立起联系。此后，陆陆续续有总共390封这样收信地址不详的信件到达他的手上，他都是费劲心思帮助失散家属找到亲人。如遇收件人搬家的情况，他也会与外地联系，没有退回一封，得到群众们的赞扬:265:10:347。
1958年，他服务的地区受了灾，乡亲们没有钱订报纸。他于是帮群众卖鸡蛋、卖谷草换来钱订报纸。他还组织读报小组，在农民中推广读报的活动。此外，他还帮助老人和有困难的群众取款、取包裹:266:313-314。1982年退休后，李虎天动员龙井市龙南村100多户订报纸，并义务送报7年:268。

## 荣誉
1956年4月，李虎天被评选为全国邮电系统先进生产者，参加了全国劳动模范表彰大会，同年5月1日在北京天安门观看了五一国际劳动节庆典，并得到毛泽东和其它领导人的接见:348。1959年，他再次被授予全国先进生产者荣誉称号:266:268。